# Rita Klímová
Rita Klímová (10. prosince 1931, Jasy (Rumunsko) – 30. prosince 1993, Praha), rozená Budínová, po prvním sňatku Mlynářová, byla česká ekonomka, překladatelka, disidentka za komunistického režimu a diplomatka.
Jejím prvním manželem byl politik Zdeněk Mlynář a je matkou kunsthistoričky Mileny Bartlové a politika a novináře Vladimíra Mlynáře.

## Životopis
Byla dcerou levicového novináře Stanislava Budína a jeho manželky Hany, narodila se u Haniných rodičů. Kvůli židovskému původu se rodina roku 1939 vystěhovala do Spojených států. Celou druhou světovou válku rodina strávila v emigraci, roku 1946 se vrátila do Prahy.
Zde dostudovala střední školu na britském gymnáziu, poté šla dobrovolně na jeden rok do výroby. Následně vystudovala na Vysoké škole ekonomické politickou ekonomii, kterou později také přednášela. Se svým prvním manželem, reformním komunistickým politikem Zdeňkem Mlynářem, měla dceru Milenu a syna Vladimíra, rovněž politika. Krátce po jeho narození se manželé Mlynářovi rozvedli. Po sovětské invazi roku 1968 byla zbavena možnosti učit a roku 1970 vyloučena z KSČ. Účastnila se poté disentu. Koncem 70. let se podruhé provdala, a to za bývalého diplomata Zdeňka Klímu, který roku 1981 zemřel.
Po 17. listopadu 1989 působila jako mluvčí Občanského fóra, tlumočila do a z angličtiny, organizovala tiskové konference prezidenta Václava Havla. Přivedla do Občanského fóra Václava Klause. Po sametové revoluci vstoupila do diplomatických služeb. Od dubna 1990 do roku 1991 byla československou velvyslankyní v USA.
Zemřela na leukémii. Je pohřbena na židovském hřbitově v Telči, nedaleko Olší, kam jezdívala na léto.